# 阿尔泰葱
阿尔泰葱（学名：Allium altaicum）是葱科葱属的植物。其种加词“altaicum”意为“阿尔泰的”。分布在蒙古、俄罗斯以及中国大陆的黑龙江、新疆等地，生长于海拔400米至2,900米的地区，常生于乱石山坡和草地，目前尚未由人工引种栽培。